# Långsjöby
Långsjöby är en bebyggelse i Storumans kommun, södra Lappland, Västerbottens län. SCB har för bebyggelsen avgränsat två småorter: Långsjöby (västra delen) med 55 invånare (2010) samt Långsjöby (östra delen) med också 55 invånare (2010). 2015 hade folkmängden i den östra småorten minskat till under 50 personer och denna småort upplöstes. Vid avgränsningen 2023 hade även befolkningen i detta område minskat och småorten avregistrerades.
Byn ligger längs med den 17 km långa Långsjöby-sjön (Långvattnet) som genom sin form givit orten sitt namn. Närmaste tätort är Storuman, 25 km österut.

## Historia
I slutet av 1700-talet, kom den förste nybyggaren till den plats som senare fick namnet Långsjöby. Året 1789 räknas som byns rätta födelseår. Den förste fast boende nybyggaren och bonden Johan Andersson från Burträsk socken kom till byn år 1796.
År 1995 bestod byn av ett 80-tal bostäder.

### Befolkningsutveckling
| Befolkningsutvecklingen i Långsjöby (västra delen) 1990–2015 | Befolkningsutvecklingen i Långsjöby (västra delen) 1990–2015 | Befolkningsutvecklingen i Långsjöby (västra delen) 1990–2015 | Befolkningsutvecklingen i Långsjöby (västra delen) 1990–2015 | Befolkningsutvecklingen i Långsjöby (västra delen) 1990–2015 |
| ------------------------------------------------------------ | ------------------------------------------------------------ | ------------------------------------------------------------ | ------------------------------------------------------------ | ------------------------------------------------------------ |
|                                                              |                                                              |                                                              |                                                              |                                                              |
| År                                                           |                                                              |                                                              | Folkmängd                                                    | Areal (ha)                                                   |
| 1990                                                         | 1990                                                         |                                                              | 75                                                           | 32#                                                          |
| 1995                                                         | 1995                                                         |                                                              | 71                                                           | 35#                                                          |
| 2000                                                         | 2000                                                         |                                                              | 66                                                           | 35#                                                          |
| 2005                                                         | 2005                                                         |                                                              | 62                                                           | 34#                                                          |
| 2010                                                         | 2010                                                         |                                                              | 55                                                           | 34#                                                          |
| 2015                                                         | 2015                                                         |                                                              | 60                                                           | 38#                                                          |
| Anm.: # Som småort.                                          |                                                              |                                                              |                                                              |                                                              |

| Befolkningsutvecklingen i Långsjöby (östra delen) 1990–2015 | Befolkningsutvecklingen i Långsjöby (östra delen) 1990–2015 | Befolkningsutvecklingen i Långsjöby (östra delen) 1990–2015 | Befolkningsutvecklingen i Långsjöby (östra delen) 1990–2015 | Befolkningsutvecklingen i Långsjöby (östra delen) 1990–2015 |
| ----------------------------------------------------------- | ----------------------------------------------------------- | ----------------------------------------------------------- | ----------------------------------------------------------- | ----------------------------------------------------------- |
|                                                             |                                                             |                                                             |                                                             |                                                             |
| År                                                          |                                                             |                                                             | Folkmängd                                                   | Areal (ha)                                                  |
| 1990                                                        | 1990                                                        |                                                             | 88                                                          | 24#                                                         |
| 1995                                                        | 1995                                                        |                                                             | 95                                                          | 29#                                                         |
| 2000                                                        | 2000                                                        |                                                             | 73                                                          | 29#                                                         |
| 2005                                                        | 2005                                                        |                                                             | 65                                                          | 30#                                                         |
| 2010                                                        | 2010                                                        |                                                             | 55                                                          | 30#                                                         |
| Anm.: Ej småort 2015. # Som småort.                         |                                                             |                                                             |                                                             |                                                             |

Totalt hade dessa båda småorter 110 invånare vid sammanställningen år 2010, området omfattade då sammanlagt 64 hektar.

## Näringsliv
Förutom ett 10-tal enmans- och mindre företag samt skogsbruk, har de flesta sina arbeten i eller i närheten av Storuman.